# Ben Mansfield
Ben Mansfield, né le 29 mai 1983, est un acteur britannique principalement connu pour interpréter le rôle du capitaine Becker dans la série télévisée fantastique Nick Cutter et les Portes du temps (Primeval). 

## Biographie
Ben Mansfield est le fils de Richard et Jenny Mansfield. Il mesure 1,86 m.
En 2003, Ben Mansfield rentre à l'école de théâtre du Old Vic Theatre School de Bristol. Il en est parti diplômé en 2006.

### Carrière
Après avoir joué dans cinq pièces de théâtre, il décide de se lancer vers la télévision.
En 2008, il participe au casting pour un rôle dans la série télévisée Merlin mais il perd face à Bradley James qui décrochera le rôle du Prince Arthur. Le directeur de casting, qui a également travaillé comme directeur de casting pour Nick Cutter et les Portes du temps, lui a suggéré de se présenter à l'audition du rôle pour le Capitaine Becker.
Dans la série Nick Cutter et les portes du temps, le capitaine Becker apparait au début de la saison 3 et poursuit l'aventure avec ses collègues jusqu'à la fin. Ben Mansfield dans le rôle du capitaine Becker a un penchant pour la coordinatrice des missions du C.R.A., Jessica Parker.

### Vie privée
Il est marié à l'actrice Vicki Boreham.

## Filmographie

### Cinéma

#### Films
- 2009 - Mr Nobody : Stefano

#### Court métrage
- 2007 - Hell Bent for Leather : Owen Oakeshott

### Télévision

#### Séries télévisées
- 2008 - Holby City : Adam Beaman (1 épisode)
- Depuis 2009 - Nick Cutter et les Portes du temps : Capitaine Hilary Becker